# Carlos Alocén
Carlos Alocén Arrondo (Zaragoza, 30 de diciembre de 2000) es un jugador de baloncesto español que juega en el CB Gran Canaria de la Liga Endesa. Con 1,94 metros de altura, ocupa la posición de base. Su padre, Alberto Alocén, fue también jugador de baloncesto.

## Trayectoria
Su debut en el baloncesto profesional se produce defendiendo los colores del CAI Zaragoza el 30 de octubre de 2016 en el Palacio de los deportes de Madrid frente al Real Madrid. Con 15 años y 10 meses, Alocén se convertía así en el jugador más joven en vestirse la camiseta rojilla en Liga Endesa, superando a su compañero Sergi García. Asimismo, fue el tercer jugador más joven en debutar en toda la historia de la ACB, solo por detrás de Ángel Rebolo y Ricky Rubio.
En julio de 2019 el Real Madrid abonó su cláusula de rescisión y lo fichó por cinco temporadas, aunque siguió jugando en las filas del Casademont Zaragoza en calidad de cedido.
Alocén fue elegido Mejor Jugador Joven de la Liga Endesa en las temporadas temporada 2018-2019 y temporada 2019-20, siendo el segundo jugador que logra esta distinción en dos ocasiones, junto con Luka Dončić. En febrero de 2022 sufrió una lesión de rodilla, que lo tuvo de baja durante 21 meses.
El 18 de junio de 2024, el Real Madrid Baloncesto anuncia la marcha del jugador tras llegar a un acuerdo para la rescisión de su contrato. Ese mismo día, el CB Gran Canaria de la Liga Endesa anuncia su fichaje por dos temporadas, hasta 2026.
En enero de 2025 vuelve a sufrir una grave lesión en la rodilla.

### Selección nacional

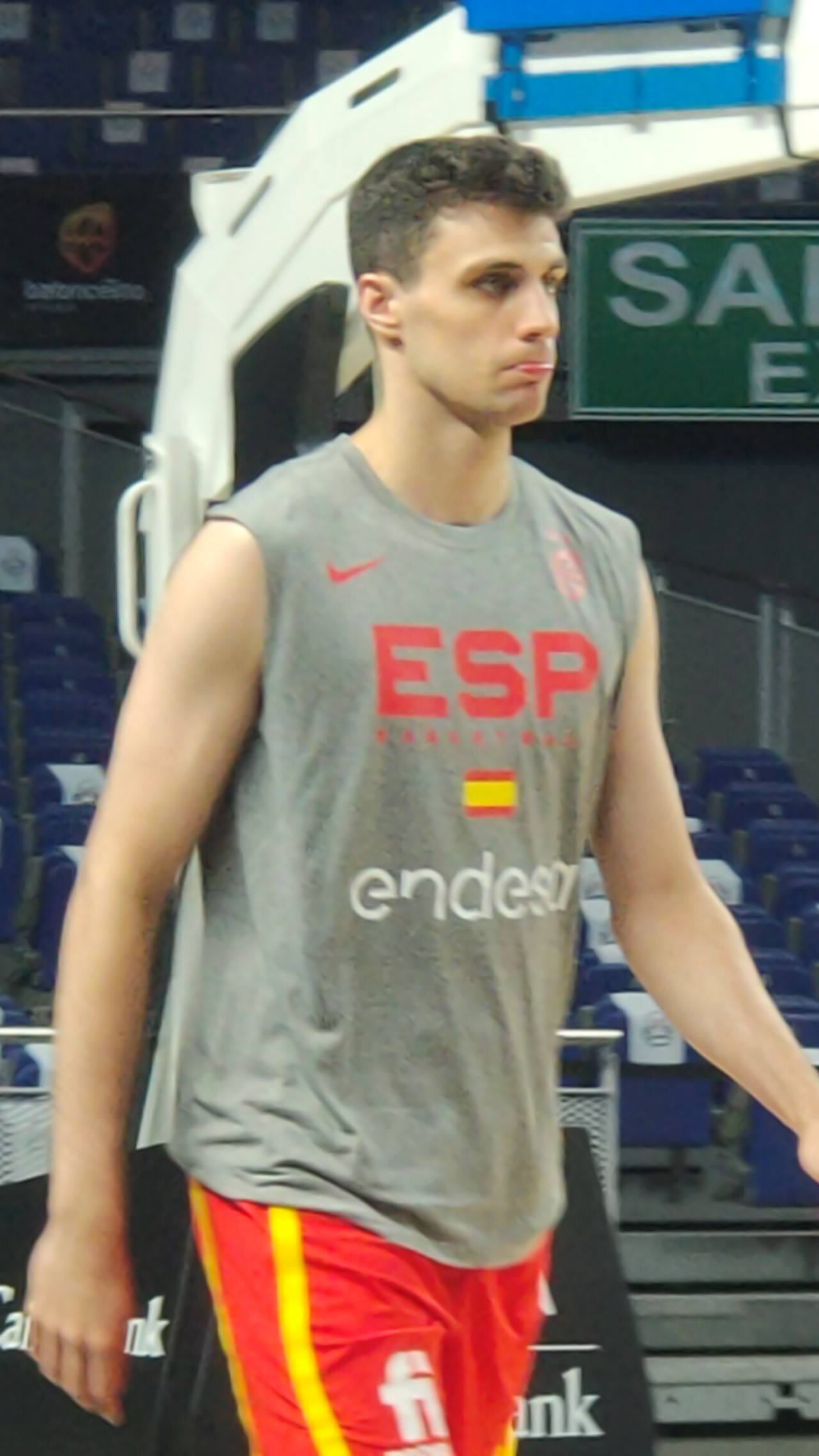
Carlos Alocén con España en 2021.

Consiguió el oro que la selección Sub-16 española logró en el Europeo de Radom en 2016, con él como una de las piezas clave, promediando 9,9 puntos, 6,4 asistencias (líder del torneo), 2 robos y 2,3 rebotes de media. Anteriormente en verano de 2016, también había participado con la selección sub-17 en el Mundial de la categoría que se disputó en Zaragoza, y en el que España fue cuarta.
En febrero de 2019 fue convocado por primera vez para jugar con la selección absoluta.